# کوه کلمی
کوه کلمی (به لاتین: Kulmi) یک کوه است که در لیختن‌اشتاین واقع شده‌است. کوه کلمی ۱٬۹۹۳ متر بالاتر از سطح دریا واقع شده‌است.